# Пухнаста качка
Пухна́ста ка́чка (англ. Fluffy duck) — назва двох різних коктейлів, кожен з яких містить спільний інгредієнт — лікер адвокат. Один коктейль — це м'який кремовий напій на основі білого рому, інший — хайбол на основі джину.
| На основі білого рому | На основі джину |
| --- | --- |
| - 30 мл білого рому - 30 мл адвокату - 10 мл вершків високої жирності                                                                            | - 30 мл джину - 10 мл адвокату - трошки апельсинового лікеру - трошки апельсинового соку - газований напій                               |
| Налийте ром і адвокат у склянку з льодом та розмішайте. Зверху долийте вершки та прикрасьте напій полуницею. Подавайте з соломинкою та паличкою. | Наповніть високу склянку льодом та влийте туди всі складники, крім газованого напою, та розмішайте. Тоді зверху долийте газований напій. |